# Медаль «Визит Императора в Японию»
Медаль «Визит Императора в Японию» — медаль Маньчжоу-го, учреждённая императорским эдиктом №116 от 21 сентября 1935 г.  в память о визите императора Пу И в Японскую империю, который происходил в апреле 1935 г. Награждать следовало тех, кто имел непосредственное отношение к визиту Пу И в Японскую империю. Медаль изготавливалась на монетном дворе в Осаке, Япония. 

## Описание награды
Награда выполнена из серебра и имеет форму наконечника пики. 
Аверс выпуклый. На аверсе — рельефные изображения орхидей и хризантем — гербов Японской империи и Маньчжоу-го. В нижней части аверса - стяг, повёрнутый вертикально, на котором написана надпись на китайских иероглифах, значащая «Едины в добродетели — едины и духом»  .
На реверсе - три вертикальных полоски из иероглифов. Справа налево: «Второй год Кандэ»(1935); «Империя Маньчжоу-го, памятная медаль в честь визита в Японию»; «четвёртый месяц, шестой день». 
Лента медали — муаровая. Ширина — 37 мм. Тёмно-фиолетовая, с двумя красными полосками по краям, шириной 3 мм каждая. 
Звено медали, соединяющее ленту с медальоном, имеет клеймо «М 1000», означающее, что медаль сделана на Осакском монетном дворе. 
Футляр медали — чёрного цвета. На крышке - золотой краской написано название награды. На внутренней стороне крышки — ленточка, на которой надпись «сделано японским императорским монетным двором».

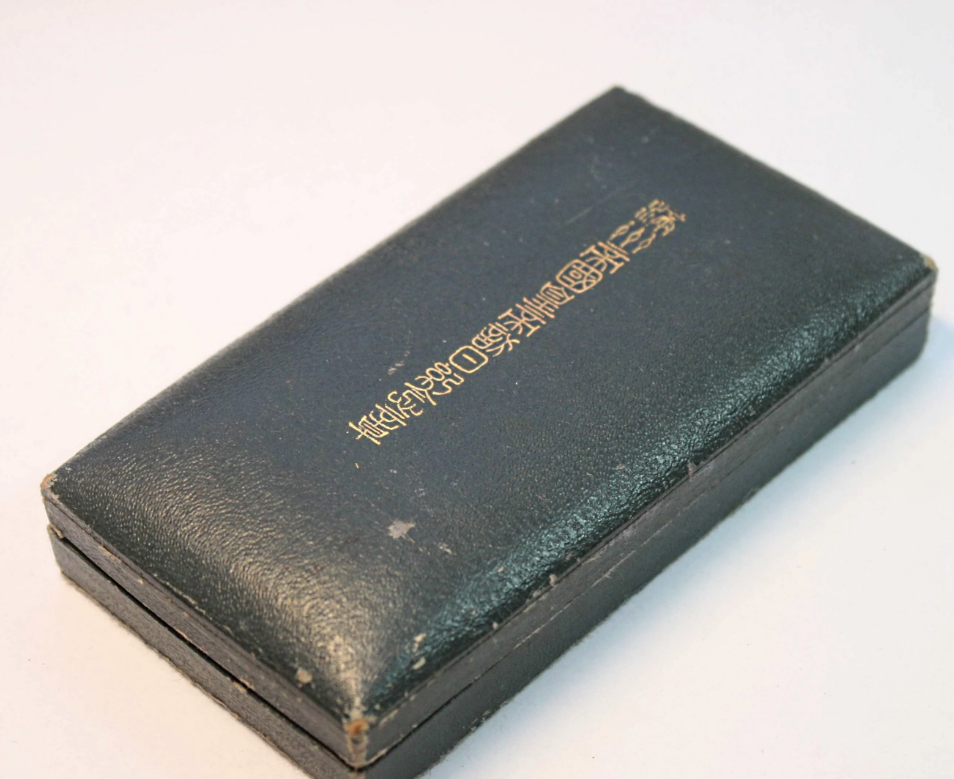
Внешний вид футляра
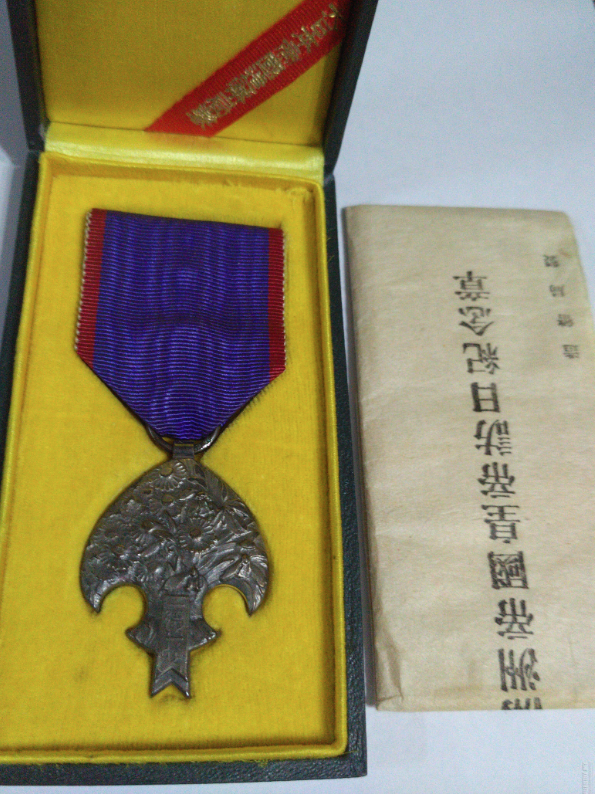
Футляр внутри и медаль